# NGC 3964
NGC 3964 ist eine linsenförmige Galaxie vom Hubble-Typ S0 im Sternbild Löwe auf der Ekliptik. Sie ist schätzungsweise 382 Millionen Lichtjahre von der Milchstraße entfernt.
Das Objekt wurde am 30. März 1827 vom britischen Astronomen John Herschel entdeckt.